# Haliaspis peninsularis
Haliaspis peninsularis är en insektsart som beskrevs av Howell 1974. Haliaspis peninsularis ingår i släktet Haliaspis och familjen pansarsköldlöss. Inga underarter finns listade i Catalogue of Life.